# Virginia (telenowela)
Virginia (hiszp. La intrusa) – meksykańska telenowela z 2001 roku. W rolach głównych Gabriela Spanic i Arturo Peniche. W roli antagonistów Sergio Sendel, Laura Zapata, Dominika Paleta, Chantal Andere, Karla Álvarez, Claudio Báez i Guillermo García Cantú.

## Wersja polska
W Polsce telenowela była emitowana w TVN. Opracowaniem wersji polskiej zajęło się ITI Film Studio na zlecenie TVN. Autorem tekstu była Olga Krysiak. Lektorem serialu był Janusz Kozioł.

## Obsada
- Gabriela Spanic - Virginia Martínez Roldán / Vanessa Martínez Roldán
- Arturo Peniche - Carlos Alberto Junquera Brito
- Laura Zapata - Maximiliana Limantour de Roldán
- Dominika Paleta - Anabella Roldán Limantour
- Sergio Sendel - Danilo Roldán Limantour
- Guillermo García Cantú - Rodrigo "Junior" Junquera Brito
- Chantal Andere - Raquel Junquera Brito
- Karla Álvarez - Violeta Junquera Brito
- José María Torre - Aldo Junquera Brito
- Sergio Villicana	- Guillermo "Memo" Junquera Brito
- Silvia Manríquez - Elena Roldán
- Marlene Favela - Guadalupe Rojas
- Sherlyn - Maricruz Roldán Limantour
- Claudio Báez - Alirio de Jesús Roldán
- Silvia Derbez - Sagrario Vargas (#1)
- Bárbara Gil - Sagrario Vargas (#2)
- Claudio Rojo - Joaquín Velarde
- Patricia Reyes Spíndola - Renata de Velarde
- Enrique Lizalde - Rodrigo Junquera (#1)
- Carlos Cámara - Rodrigo Junquera (#2)
- Diana Golden - karina jimenez
- Sharis Cid - Aracely Menchaca
- Jorge De Silva - Raymundo
- Jan - Johnny
- Queta Lavat - Rosalía Vda. de Limantour
- Alan Ledesma - David
- Irma Lozano - Laura de Rivadeneyra
- Sara Montes - Balbina
- Rubén Morales - Dr. Gerardo Báez
- Esther Rinaldi - Edith
- Gustavo Rojo - Víctor Rivadeneyra
- Jessica Salazar - Tania Rivadeneyra
- Víctor Noriega - Eduardo del Bosque Iturbide
- Mónica Dossetti - Silvana Palacios
- Juan Pablo Gamboa - Esteban Fernández
- Amparo Garrido - Directora Villalobos (#1)
- Rosita Bouchot - Directora Villalobos (#2)
- Marco Uriel - Santiago Islas
- Gabriela Carvajal - Casilda
- Less Bohr - Celestino Robles
- Antonio Miguel - Mecenas Calderón
- Eduardo Liñán - Inspektor Torres
- Marcelo Buquet - Barreto
- Patricia Villasaña - Elizabeth Guzmán
- Alberto Díaz - Pastor
- Guillermo Aguilar - Dr. Alfonso Gonzaga
- Mauricio Herrera - Juan Diego Lavat
- Uberto Bondoni - Humberto
- Paola Cano - Tita
- Silvia Caos - Evelia
- César Castro - Dr. Palafox
- Lorenzo de Rodas - Dr. Adrián Colmenares
- Esteban Franco - Melitón
- Luisa Garza - Marcela
- Alberto Inzúa - Lic. Palacios
- Eduardo Lugo - Filemón
- Roberto "Puck" Miranda - Arnulfo Castillo
- Julio Monterde - Dr. José "Pepe" Cartaya
- Beatriz Monroy - Raniegos
- Beatriz Morayra - Haydée
- Elsa Navarrete - Leyda
- Martha Roth - Norma Iturbide Vda. de Del Bosque
- Milagros Rueda - Diosa
- Alejandro Ruiz - Juvencio Menchaca
- Alejandro Calva - Ojciec Chema
- Irma Torres - Otilia
- Óscar Vallejo - Federico
- Ricardo Vera - Matías
- Maricarmen Vela - Adelaida
- María Prado - Zenaida
- Gabriel Roustand - Asystent Inspektora Torres
- Susana Lozano
- Alberto Chávez
- Claudia Cervantes
- Maribel Fernández
- Ana Hally

## Nagrody

### Premios INTE
| Rok  | Kategoria               | Osoba   | Wynik     |
| ---- | ----------------------- | ------- | --------- |
| 2003 | Młodzieżowy talent roku | Sherlyn | Nominacja |

## Adaptacje
Virginia jest oparta na radiowej operze mydlanej – radionoweli pt. Valentina napisanej przez Inés Rodena. Powstały też inne wersje tej telenoweli. Pierwszą wersją była telenowela Valentina wyprodukowana przez RCTV w 1975 roku (w rolach głównych Marina Baura i Raúl Amundaray). W 1989 roku RCTV stworzył swobodną wersję tej historii zatytułowaną Alma mía (w rolach głównych Carlos Montilla, Nohely Arteaga i Astrid Carolina Herrera). Producent Venevisión wyprodukował w 1999 roku kolejną swobodną wersję tej historii zatytułowaną Cuando hay pasión (w rolach głównych Fedra López, Jorge Reyes i Roxana Díaz).